# La Chapelle (Artibonite)
La Chapelle (em crioulo, Lachapèl), é uma comuna do Haiti, situada no departamento do Artibonite e no arrondissement de Saint-Marc. De acordo com o censo de 2003, sua população total é de 18.092 habitantes.